# Велака (Флорида)
Велака (енгл. Welaka) град је у америчкој савезној држави Флорида. По попису становништва из 2010. у њему је живело 701 становника.

## Демографија
Према попису становништва из 2010. у граду је живело 701 становника, што је 115 (19,6%) становника више него 2000. године.
| Група             | 2000.       | 2010.       |
| Белци             | 387 (66,0%) | 508 (72,5%) |
| Афроамериканци    | 169 (28,8%) | 159 (22,7%) |
| Азијати           | 0 (0,0%)    | 2 (0,3%)    |
| Хиспаноамериканци | 20 (3,4%)   | 24 (3,4%)   |
| Укупно            | 586         | 701         |